# Saint-Ouen-du-Breuil
Saint-Ouen-du-Breuil är en kommun i departementet Seine-Maritime i regionen Normandie i norra Frankrike. Kommunen ligger i kantonen Pavilly som tillhör arrondissementet Rouen. År 2022 hade Saint-Ouen-du-Breuil 906 invånare.

## Befolkningsutveckling
Antalet invånare i kommunen Saint-Ouen-du-Breuil
| Referens: INSEE |